# Raumschiff Titanic
Starship Titanic ist ein von Douglas Adams und der Firma The Digital Village entwickeltes Adventure, das 1997 erschien und 1999 in einer deutschen Version unter dem Titel Raumschiff Titanic veröffentlicht wurde.

## Handlung
Eine namentlich nicht weiter genannte Person findet sich, nachdem ein interstellarer Vergnügungskreuzer namens Titanic in ihrem Wohnzimmer gestrandet ist, in der misslichen Lage, als einziges vernunftbegabtes Wesen zusammen mit einer Schar nicht völlig zurechnungsfähiger Künstlicher Intelligenzen (unter anderem ein verwirrter Butler-Bot, ein unfreundlicher Empfangs-Bot, ein konversationell begabter Bar-Bot und ein Papagei) durchs All zu fliegen. Seine einzige Aufgabe: den Zentralcomputer „Titania“ wieder in Gang zu setzen und so seine Heimreise zu ermöglichen. Eine nicht unwesentliche Aufgabe zur Lösung des Adventures ist es, aus der niedrigsten Reisekategorie SGT, der „Super Galactic Traveller Class“ (deutsch: „Supergalaktische Anhalterklasse“) über die Zweite in die Erste Klasse aufzusteigen.

## Spielprinzip und Technik
Neuartig an dem Programm war vor allem die sprachliche Kommunikationsmöglichkeit für den Spieler. Alle Figuren können direkt in selbst formulierten Sätzen über das so genannte PET („Persönliches Elektronisches Teil“) angesprochen werden und reagierten dementsprechend. Die weitere Steuerung ergab sich über das übliche Inventar.

## Produktionsnotizen
Nachdem Gerüchte aufkamen, dass Adams an einem neuen Computerspiel arbeitete, bot Charles Cecil vom britischen Studio Revolution Software Adams’ Studio eine Zusammenarbeit am Projekt an, die letzteres aber ablehnte.
Als Gag gibt es auf dem Raumschiff eine Zeitbombe, die sich ständig beim Countdown verzählt, und durch die Stimme von John Cleese, einem der Mitbegründer von Monty Python, dargestellt wird.
Die Stimme des Papageien stammt von seinem Python-Kollegen Terry Jones. Douglas Adams selbst ist wenigstens zweimal in dem Spiel präsent, einmal als Mann, der zu Beginn des Spiels auf dem Fernseher erscheint, sobald man ihn einschaltet, und danach als Leovinus, dem Konstrukteur der Starship Titanic. In der englischen Version leiht Adams Mother, der Zentrale des Transportsystems im Schiff, seine Stimme.
Von Jones erschien 1997 bei Simon & Schuster das Buch Douglas Adams's Starship Titanic. Adams konnte es nicht selbst schreiben, weil er mit der Entwicklung des Spiels beschäftigt war. Da dessen Verleger aber verlangte, Buch und Spiel gleichzeitig zu veröffentlichen, fiel die Wahl auf Terry Jones. Das Buch trägt aber zur Lösung des Spiels eigentlich nicht weiter bei.
- Terry Jones & Douglas Adams: Douglas Adams's Starship Titanic (englisch) Pan Books, London 1997, ISBN 0-330-35446-9
- Terry Jones & Douglas Adams: Raumschiff Titanic (Übs. Benjamin Schwarz), Goldmann, München 1998, ISBN 3-442-30798-8
- Terry Jones & Douglas Adams: Raumschiff Titanic (SWR-Hörbuch, mit Martin Seifert, Frank Stöckle, Nina Weniger u. a.), Audio Verlag Juli, Berlin 1999, ISBN 3-89813-003-7

## Rezeption
Starship Titanic erhielt gemischte Bewertungen. Bei GameRankings ergeben 16 Rezensionen den Mittelwert 4,25 von 5 Punkten, entspricht 85 % Zustimmung.